# 叩头
叩頭是東亞一種傳統儀式和禮節，又稱為叩首、磕頭，起源於中國。行此禮的人以雙膝跪地，手按地面，以頭觸地。用以表示高度的忠誠和尊敬。這種儀式本來用於人類對神佛，子女對父母、祖先，或犯下嚴重錯誤時道歉。
叩頭亦有傳至日本、韓國、越南等遠東國家，傳至日本後於日語中被稱為土下座。西方語言亦直接從漢語引入「叩頭」一詞，翻譯成。

## 歷史
將頭部觸于地面作為禮節，至西周已有明文記載；詩經中有稱：「虎拜稽首：『天子萬年』」之文字。實則「稽首」為中國九種拜禮之首，蓋古人席地而坐，將左手壓右手，弓身至地，稱為拜，而「稽首」則指在已下拜之狀態，另將頭部長久觸于地面。中國在宋代之前、以及朝鮮、日本、越南、琉球傳統在正式場合皆席地而坐，稱為正坐，正坐與跪的差異在於正坐時臀部放于脚踝，跪則是殿部向後，只有膝蓋屈曲，正坐時把臀部提起即為跪，再俯身彎腰頭觸地即為叩頭。
康有為在《擬免跪拜詔》中對中國君臣禮儀的演變總結道：“漢制，皇帝為丞相起，晉、六朝及唐，君臣皆坐。宋乃立，惟元乃跪，後世從之。” 因此，蒙古人將佛教向佛、菩薩等跪拜的儀式世俗化，跪拜轉化為朝臣覲見皇帝的禮儀，到明朝，皇權更盛，因而續承元朝之禮。 清代廢棄了明朝殘忍的廷杖，但保留明朝已定型的跪拜儀式，包括人子對祖先，普羅大眾對官員，下屬對於長官，臣子對君主的禮儀。這種禮儀，在清朝近現代與其他國家如英國外交官接觸時，常引起外交禮儀上的重大爭議 。
1912年中华民国政府废除了跪拜礼。現時只在家族葬禮等場合出現。